# خاطره یا قلب

حافظه یا قلب، ۱۹۳۷

حافظه یا قلب تابلویی از نقاش مکزیکی، فریدا کالو (۱۹۰۷ - ۱۹۵۴) است که در سال ۱۹۳۷ با رنگ و روغن روی فلز در ابعاد ۲۸ × ۴۰ سانتی‌متر کشیده است.
در این تابلو، فریدا بدون دست، میان لباس مدرسه و لباس محلی زنان تئوآنا قرار دارد. نقاش، خود لباسی اروپایی بر تن کرده است. لباس محلی زنان تئوآنا لباسی است که دیه‌گو ریورا دوست داشت. هنگام نقاشی این تابلو دو سال از جدایی فریدا و دیه‌گو به دلیل رابطه دیه‌گو با کریستینا، خواهر فریدا می‌گذشت. لباس مدرسه می‌تواند به دورانی اشاره داشته باشد که فریدا و دیه‌گو نخستین بار ملاقات کردند و فریدا هنوز دختر مدرسه‌ای بود. موهای فریدا نیز کوتاه است. موهای بلند برای فریدا و دیه‌گو خیلی مهم بودند و فریدا بعد از جدایی از دیه‌گو موهای خود را برید.
فریدا معلق بین آب و زمین است، یک پای او بر زمین و پای دیگرش همچون قایقی روی آب است که ممکن است به عمل جراحی اخیری بر پای نقاش اشاره داشته باشد (فریدا کالو به خاطر تصادفی در جوانی تا پایان عمرش مرتباً تحت عمل جراحی قرار می‌گرفت)
محل قلب فریدا در بدنش فضایی خالی است که دو فرشته کوچک میله‌ای فرو کرده‌اند و روی آن تاب می‌خورند. (کتوفون وابرر این دو فرشته را بدخواه می‌داند.) اما قلب فریدا در ابعادی غول آسا، جوی‌های خون را به طرزی تهدیدآمیز بر زمین جاری می‌کند که به دریا می‌ریزد.
نام اثر، Memory به معنای خاطره، ممکن است اشاره‌ای نیز داشته باشد به بعضی از خاطرات خوب نقاش با دیه‌گو.
این اثر در مجموعه‌ای خصوصی در پاریس نگهداری می‌شود.